# Sainte-Marthe (Eure)
Sainte-Marthe è un comune francese di 461 abitanti situato nel dipartimento dell'Eure nella regione della Normandia.

## Società

### Evoluzione demografica
Abitanti censiti